# Густав Адольф Мекленбургский
Густав Адольф Мекленбургский (нем. Gustav Adolf zu Mecklenburg; 26 февраля 1633, Гюстров — 6 октября 1695, Гюстров) — герцог Мекленбурга, правивший в Мекленбург-Гюстрове. Сын Иоганна Альбрехта II и его третьей супруги Элеоноры Марии Ангальт-Бернбургской.

## Биография
После смерти отца Иоганна Альбрехта II опеку над Густавом Адольфом принял на себя его дядя Адольф Фридрих I, который и стал регентом герцогства. После этого между матерью Густава Адольфа и её деверем разгорелся ожесточённый властный конфликт.
В 1636—1648 годах Густав Адольф был также администратором Ратцебургского епископства.
2 мая 1654 года Густав Адольф был провозглашён императором совершеннолетним и управлял Мекленбург-Гюстровом до своей смерти в 1685 году. На нём закончилась гюстровская линия мекленбургской династии.
По окончании Тридцатилетней войны Густав Адольф провёл в 1661 году перепись населения. В 1662 году он издал распоряжение об уничтожении волков, расплодившихся в военные годы. В 1671 году он издал положение о школьной реформе. В 1676 году Густав Адольф издал распоряжение о пожарной охране. Каждому жителю предписывалось аккуратно обращаться со светом и открытым огнём. Пивоварение в домашних условиях было запрещено. В 1682 году Густав Адольф начал борьбу с суевериями, распространившимися в годы Тридцатилетней войны. Он приказал собрать все колдовские книги, чтобы их потом сжечь. На смену знахарству пришли бесплатные медикаменты для людей и домашних животных. Для организованной борьбы с ведьмами были учреждены специальные суды для ведения процессов против ведьм, чтобы исключить получение показаний под пытками в обычных судах.
В 1684 году Густав Адольф ввёл обязательное школьное образование с шести лет.

## Потомки
28 декабря 1654 года Густа Адольф женился на Магдалене Сибилле Шлезвиг-Гольштейн-Готторпской (1631—1719), дочери Фридриха III Шлезвиг-Гольштейн-Готторпского. У них родилось 11 детей, но среди них не оказалось наследника по мужской линии. Это привело к конфликту по поводу наследства, который был урегулирован Гамбургским компромиссом 1701 года, заново оформившим внутренние отношения в Мекленбурге.
- Иоганн (1655—1660)
- Элеонора (1657—1672)
- Мария (1659—1701), замужем за Адольфом Фридрихом II Мекленбургским, герцогом Мекленбург-Стрелица
- Магдалена (1660—1702)
- София (1662—1738), замужем за Кристианом Ульрихом I Вюртемберг-Эльс-Бернштадтским
- Кристина (1663—1749), замужем за Людвигом Кристианом Штольбергским
- Карл (1664—1688), женился на Марии Амалии Бранденбург-Шведтской, дочери Фридриха Вильгельма Бранденбургского
- Гедвига Элеонора (1666—1735), замужем за Августом Саксен-Мерзебург-Цёрбигским
- Луиза (1667—1721), замужем за королём Дании Фредериком IV
- Елизавета (1668—1738), замужем за Генрихом Саксен-Мерзебург-Шпрембергским
- Августа (1674—1756)